# Sionski priorij
Sionski priorij (fr. prieuré: samostan i Sion - Zion) ili bratstvo brda Ziona  naziv je udruge koju je osnovao francuski monarhist Pierre Plantard 1956. u Annemasseu (Haute-Savoie). Udruga je privremeno objavljivala časopis naziva Circuit. Bili su oko godinu dana aktivni u tome području. Plantard je pokušao 1960. godine oživjeti u Parizu udrugu kao tajnu ložu. Za tu svrhu objavio je lažne povijesne dokumente, prema kojima ju je navodno osnovao za vrijeme Prvoga križarskog rata Gottfried von Bouillon u Jeruzalemu. Prema tim lažiranim dokumentima navodno su i brojne poznate osobe kao što su Leonardo da Vinci, Isaac Newton i Victor Hugo bili članovi Priorija. Ideje takvog tajnog društva kasnih 1960-ih rabili su brojni autori i mediji s područja suvremenog New Agea, i teorija zavjere. 

## Sionski priorij od 1956.
Pierre Plantard službeno je osnovao Sionski priorij 7. svibnja 1956. podnošenjem statuta u Saint-Julien-en-Genevois. Ime "Sion" je birao zbog naziva jednog mjesta (Sion-les-Mines ili Mont Sion) a trebao je vjerojatno evocirati na biblijski Sion. 
Plantard je je u svojoj udruzi obnašao dužnost glavnog tajnika, a suosnivači bili su André Bonhomme (predsjednik), Jean Deleaval (dopredsjednik) i Armand Defago (blagajnik). Unija je još dodatno nosila naslov Chevalerie d'Institutions et Règles Catholiques d'Union Independante et Traditionaliste sa skraćenicom C.I.R.C.U.I.T. i izdala je ukupno dvanaest brojeva časopisa. 

## Razotkrivanje Plantarda
Novinar Jean-Luc Chaumeil, koji je privremeno bio prijatelj Plantarda, sukobio se 1983./84. sa skupinom i objavio na temelju internih pisama Plantarda, Chériseya i Sèdea i drugih internih podataka pojedinosti povijesti skupine u javnost. Plantard je nakon toga pokušao steći novu vjerodostojnost s prilagođenom inačicom podrijetla skupine. Prema toj novoj verziji osnovana je u 1681. u Rennes-le-Château. Osim toga, sastavio je novi popis članova u kojemu je naveo i Roger-Patrice Pelata, francuskog poslovnjaka i prijatelja Francoisa Mitterranda. Nakon početka sudske istrage u veljači 1989. protiv Pelata zbog financijskih malverzacija Prelat je ubrzo umro. Tijekom daljnjih istraživanja ispitivan je Plantard koji je priznao izmišljotine i zanijekao postojanje "Loge Prieuré de Sion".
U književnosti je, medutim, Priorij ostao kao motiv i tema (pr. Da Vincijev kod).

## Vanjske poveznice
- Informacije o Priroiju (njem.)
- CESNUR (engl.)